# インド考古調査局
インド考古調査局（インドこうこちょうさきょく、英: Archaeological Survey of India）は、考古学調査を行うインド政府の一機関である。

## 沿革
1861年、イギリスの考古学者アレキサンダー・カニンガムによって設立された。インド各地の仏教遺跡やインダス文明遺跡などの発掘調査を主導している。